# خراج الدماغ
الخُرَّاج الدِمَاغِيّ أو تقيح الدماغي الغائر هو خُرَّاجٌ يظهر في أنسجة المخ نتيجة وجود التهاباتٍ أو مجموعةٍ من الأجسام الملوثة القادمة من المناطق القريبة للمخ (مثل التهاب الأذن، وخُرَّاج الأسنان، وعدوى الجيوب الأنفية، وعدوى الحُجرات الهوائية الخُشَّائِيّة للعَظْمِ الصُّدْغِيّ، وخُرَّاج فوق الجافية) أو عن طريق الانتشار الدموي نتيجة وجود التهاباتٍ في الأعضاء البعيدة عنه (مثل الرئة والقلب والكلية، إلخ)، وقد تحدث هذه العدوى أيضًا بسبب الإصابة بكسرٍ في عظام الجمجمة نتيجة التعرض لرضوضٍ مباشرةٍ على المخ أو نتيجةً لبعض التدخلات الجراحية، ويرتبط خُرَّاج المخ عادةً بين الأطفال بوجود عيبٍ خلقيّ في القلب أو مرضٍ قلبيّ خِلقي، وقد تؤثر خُرَّاجات المخ على البشر من جميع الفئات العمرية إلا أنه يُعد أكثر شيوعًا بعد سن الثلاثين.
وقد أودت خُرَّاجات المخ بحياة بعض الأشخاص في حالات التلوث الناتجة عن عمليات ثقب اللسان.

## الأعراض
تظهر أعراض الإصابة بخُرَّاج المخ نتيجة: أولاً، زيادة الضَّغْطُ داخِلَ القِحْف بسبب وجود تقرح في أنسجة المخ وتتمثل الأعراض عندئذٍ في الشعور بالصداع والقيء والتشوش والغيبوبة، ثانيًا، التلوث، وتظهر الأعراض عندئذٍ في صورة ارتفاع درجة الحرارة والشعور بالإعياء، وأخيرًا، نتيجة تلف الأنسجة البؤرية العصبية في المخ وتتمثل الأعراض في الشعور بخزَلٍ شِقِّيّ وهو عبارةٌ عن شللٍ نصفيّ والحبسة وهي فقدان القدرة على الكلام، وتتمثل الأعراض الأكثر شيوعًا في الشعور بالصداع والنعاس والارتباك والإصابة بنوباتٍ وخَزَلٍ شِقِّيّ أو صعوبة في الكلام بالإضافة إلى ارتفاعٍ سريعٍ في درجة حرارة الجسم، وتعتمد الأعراض والنتائج بشكلٍ كبير على المكان المحدد للخُرَّاج داخل المخ، فعلى سبيل المثال، قد يسفر وجود خراجٍ في منطقة المخيخ عن حدوث مضاعفاتٍ أخرى نتيجة الضغط على جذع الدماغ ومواه الرأس أو الاستسقاء الدماغيّ، وقد يكشف الفحص العصبيّ عن وجود تيبُّسٍ في عضلات الرقبة (الأمر الذي قد يؤدي إلى تشخيص المرض بصورةٍ خاطئة على أنه التهاب السحايا أو الحمى الشوكية)، وعادةً تشير الأعراض الشهيرة الثلاثة المتمثلة في ارتفاع الحرارة والصداع ونتائج الفحوص العصبية البؤرية إلى وجود خُرَّاجٍ في المخ.

## الفيزيولوجيا المرضية

### البكتريا

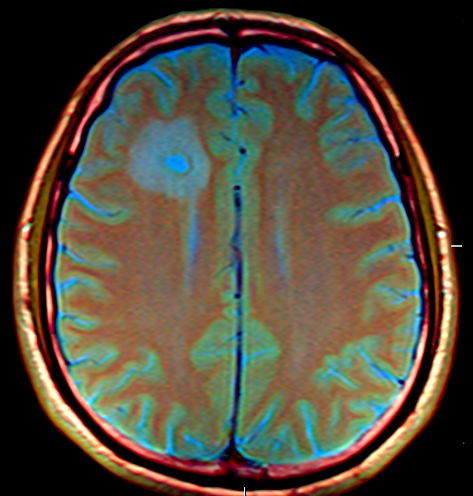
صورة بالرنين المغناطيسي لخُرَّاج المخ بعد الخضوع لعلاج نقيلة.

تُعد كلٌ من المكورات البكتيرية اللاهوائية وأليف الهواء القليل والعُصَيَّات اللاهوائية موجبة وسالبة الغرام هي المستفردات البكتيرية الأكثر شيوعًا، وتنجم العديد من خُرَّاجات المخ عن مجموعةٍ متعددة من الميكروبات، وتشمل الأنواع الأكثر شيوعًا ما يلي: البكتريا العنقودية الذهبية، والبكتريا العقدية الهوائية واللاهوائية (خاصةً العقدية المتوسطة)، والعَصَوانِيَّة، والبكتيريا الموجودة بالفم والمسماة بالبريفوتيلا (Prevotella)، وفصائل البكتريا المغزلية، والبكتريا المعوية وفصائل بكتريا الفطريات الزائفة، وغيرها من البكتيريا اللاهوائية، في حين تشمل الأنواع الأقل شيوعًا ما يلي: المستدمية النزلية، والعِقْدِيَّة الرِّئَوِيَّة، والنيسرية السحائية.
نادرًا ما تتكون الخُرَّاجات البكتيرية مجددًا داخل المخ (إنْ وُجِدَت)، على الرغم من صعوبة تحديد السبب في العديد من الحالات؛ فدائمًا ما يوجد تقرحٌ أوليّ في مكانٍ آخر بالجسم تمت ملاحقته بدأبٍ؛ وذلك لأن الفشل في معالجة التقرح الأوليّ يؤدي إلى حدوث انتكاسة في حالة المريض الصحية، فعلى سبيل المثال يكون سبب الإصابة بالخُرَّاج جليًا في حالة حدوث رضوضٍ في الرأس، حيث تؤدي الإصابة بكسورٍ مركبة في عظام الجمجمة إلى توغل شظايا العظام في أنسجة المخ، وبالمثل، قد تشكل الرصاصات والأجسام الغريبة الأخرى مصدرًا للعدوى إذا تُرِكَت محلها دون إزالة، وقد يتم تحديد مكان التقرح الأوليّ من خلال موقع الخراج: حيث تسفر التهابات الأذن الوسطى عن حدوث تقرحات في الحفرة القحفية المتوسطة والخلفية; في حين أنَّ وجود مرضٍ قلبي خلقي مع تحويلات من اليمين إلى اليسار غالبًا ما يؤدي إلى ظهور خُرَّاجات في الشريان المخيّ الأوسط؛ وعادةً ما تتسبب عدوى الجيوب الأنفية الجبهية والغربالية في ظهور جيوبٍ تحت طبقة الأم الجافية.

### الكائنات الأخرى المسببة للخُرَّاج
قد تؤدي الفطريات والطفيليات أيضًا إلى الإصابة بهذا المرض، ويرتبط وجود الفطريات والطفيليات داخل جسم المريض بنقص المناعة لديه، وتتضمن الأسباب الأخرى ما يلي: بكتريا النوكاردية النجمية والبكتريا المتفطرة والفطريات (مثل الفطرياتالرشاشية والمُبْيَضَّة والمُسْتَخْفِيَة والعَفْناوات والكُرَوانِيَّة والنَّوسَجَةُ المُغَمَّدَةُ والبرعمية ملهبة الجلد وفطر البايبولاريس (Bipolaris) والمتفالية الملهبة للجلد والشيفة البالسينية وأوكروكونيس جالابوفا (Ochroconis gallopava) ومَخْطَمِيَّة ماكنزي واللسكرية الكاذبة البويدية)، والأوليات وحيدة الخلية (مثل المقوسة الغوندية والمتحولة الحالة للنسج والمثقبية الكروزية والمنشقّة أو البلهارسيا والدودة جانبية المناسل) والديدان الطفيلية (مثل الشريطية الوحيدة)، وتُعد الأنواع المسببة للخُرَّاج الدماغي عند مرضى الإيدز أو متلازمة العوز المناعي المكتسب هي: الفيروسة السنجابية، والمقوسة الغوندية، وفطر المستخفية المورمة، إلا أنَّ العدوى بهذا الفطر الأخير غالبًا ما ترتبط بأعراض مرض التهاب السحايا.
وفيما يلي قائمة بالكائنات التي ترتبط ببعض العوامل المحفزة للمرض:
- عدوى الجيوب الأنفية والأسنان، وتصاحبها البكتريا العقدية الهوائية واللاهوائية، والعُصَيَّات اللاهوائية سالبة الغرام (مثل بكتريا البريفوتيلا، والمثقبة، والعصوانية)، والبكتريا المغزلية، والعنقودية الذهبية، والبكتريا المعوية.
- الرضوض النافذة، وتصاحبها بكتريا العنقودية الذهبية، والعقدية الهوائية، والبكتريا المعوية وفصائل البكتريا المغزلية.
- العدوى الرئوية، وتصاحبها البكتريا العقدية الهوائية واللاهوائية، والعُصَيَّات اللاهوائية سالبة الغرام (مثل بكتريا البريفوتيلا، والمثقبة، والعصوانية)، والبكتريا المغزلية، والشُّعِّيَّة، والنوكاردية.
- عيب القلب الخلقيّ، ويصاحبه البكتريا العقدية الهوائية وأليف الهواء القليل والعنقودية الذهبية.
- عدوى فيروس الإيدز (فيروس العوز المناعي البشري)، وتصاحبها المقوسة الغوندية، والمتفطرة، والنوكاردية، والمستخفية، والليسترية المستوحدة.
- زراعة الأعضاء، ويصاحبها فطريات الرشاشية، والمُبْيَضَّة، والمستخفية، والعفناوات، والنوكاردية، والمقوسة الغوندية.
- قلة العدلات، وهو اضطراب في الدم يتميز بانخفاض غير طبيعيٍّ لنوعٍ من خلايا الدم البيضاء تسمى العدلات، ويصاحب هذا المرض العُصَيَّات الهوائية سالبة الغرام، وفطريات الرشاشية، والمُبْيَضَّة، والعفناوات.

## التشخيص

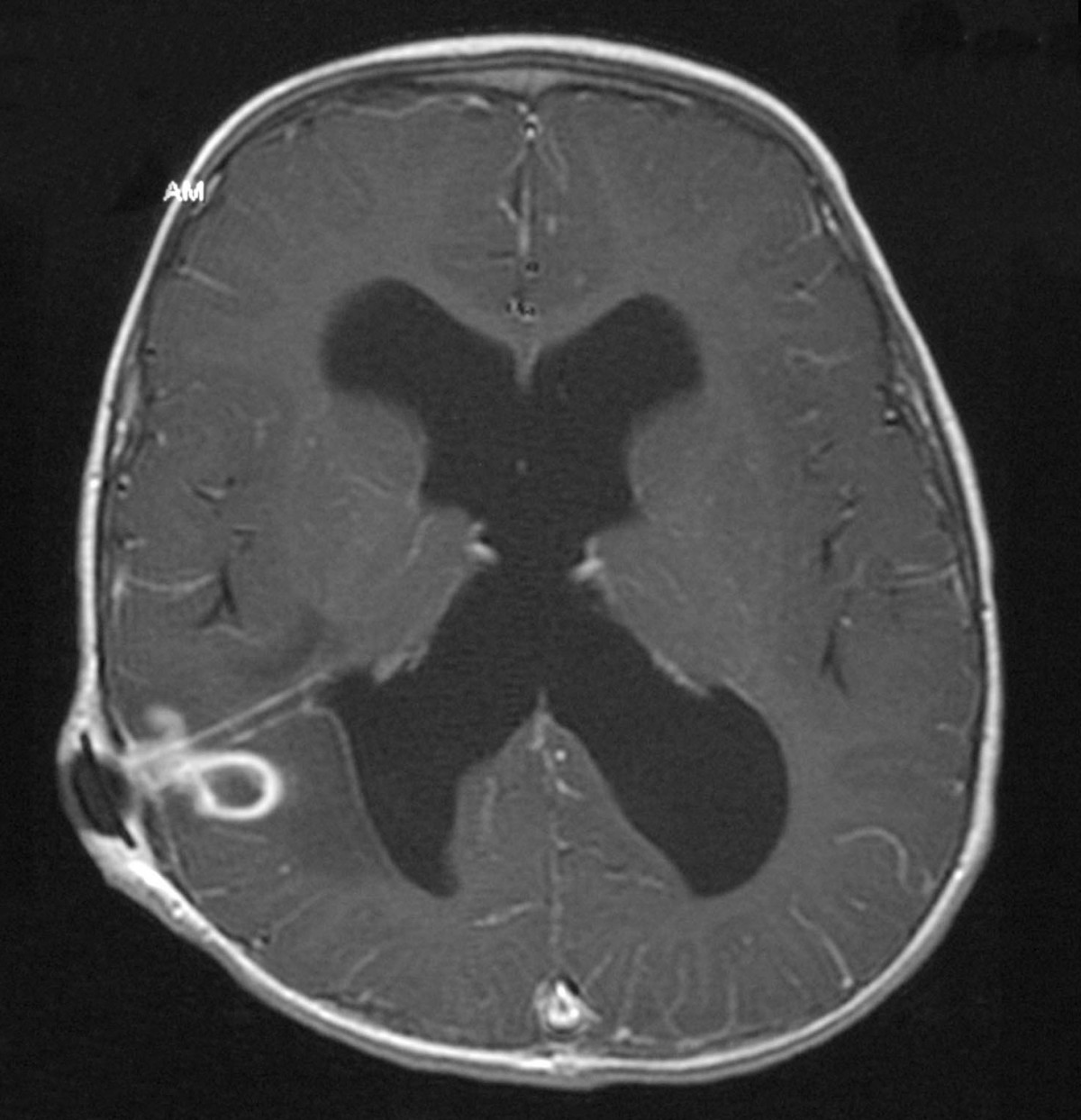
صورة بأشعة الرنين المغناطيسي (الاسترخاء الطولي T1 باستخدام صبغة التباين) توضح تقرح مُحاطٌ بحلقةٍ مضيئة، مأخوذة من تقرير لحالة نادرة مصابة بخُرَّاج في المخ نتيجة مضاعفات ناجمة عن تحويلات السائل الدماغي الشوكي. Jamjoom et al., 2009.

يتم تشخيص المرض عن طريق إجراء فحص بالأشعة المقطعية أو بالتصوير المقطعي المحوسب (CT) باستخدام صبغة التباين، وفي المرحلة الأولى من الالتهاب، والتي يُشار إليها باسم التهاب الدماغ، لا يأخذ التقرحُ الأوليّ الشكل الغشائيّ الشبيه بالكبسولة بحيث قد يصبح من الصعب التمييز بينه وبين التقرحات الأخرى أو احتشاء المخ، وفي غضون من أربعة إلى خمسة أيامٍ، يبدأ الجسم في تكوين غشاءٍ كبسوليّ حول مكان الالتهاب والنسيج الدماغيّ التالف المصاحب له، وهو الأمر الذي يعطي التقرح شكل الحلقة المضيئة المميز على صورة الأشعة المقطعية باستخدام الصبغة (وذلك لأن المادة الصبغية التي يتم حقنها عن طريق الوريد لا تستطيع اختراق ذلك الغشاء الكبسوليّ، وبالتالي تقوم بالتجمع حول التقرح داكن اللون على شكل حلقةٍ منيرة)، كما يحظر اتباع إجراء البزل القطني في هذه الحالة (كما هو الحال في التقرحات المنتشرة في المخ) على الرغم من اتباعه في تشخيص العديد من الأمراض المعدية التي تصيب الجهاز العصبيّ المركزيّ؛ وذلك لأن إزالة قدرٍ معين من السائل الدماغيّ الشوكيّ قد تؤدي إلى تغير توازنات الضغط المحددة داخل القحف مسفرةً عن نقل أو إزاحة أنسجة المخ داخل الجمجمة فيما يعرف باسم انفتاق الدماغ.
وقد تظهر الحلقة المنيرة أيضًا في صور الأشعة الخاصة بحالات النزف الدماغيّ وأورام المخ، إلا أنه في حال وجود ارتفاعٍ مفرطٍ وسريع في درجة الحرارة ونتائج الفحص العصبي البؤري (كالخَزَل الشِقِّيّ والشعور بالحبسة، إلخ) وعلامات زيادة الضغط داخل القحف، فإن التشخيص الأكثر احتمالاً هو الإصابة بخُرَّاج المخ.

## العلاج
يجب أولاً أنْ يتم خفض الضغط المتزايد على جمجمة المريض ثم البدء في إعطائه مضاداتٍ حيوية عبر الوريد (وفي غضون ذلك يتم تحديد الكائن المسبب للمرض من خلال إجراء فحص مزرعة الدم).
ويظل التدخل الجراحي الطريقة المعتادة في علاج خُرَّاج المخ البكتيريّ، حيث يتم سحب السائل المتجمع داخله جراحيًا، كما يُعد موقع وطريقة معالجة التقرح الأولي ذا أهميةٍ قصوى وأيضًا إزالة أي أجسامٍ غريبة (كالعظام والأتربة والرصاصات وغيرها).
إلا أنَّ هناك بعض الاستثناءات القليلة التي تشذ عن هذه القاعدة: حيث ترتبط البكتريا المستدمية المسببة لمرض التهاب السحايا غالبًا بانصباب تحت طبقة الأم الجافية والذي يعتقد عن طريق الخطأ أنه ذبال تحت الجافية، هذه الانصبابات عادةً ما يتم إذابتها باستخدام المضادات الحيوية ولا تتطلب خطوة التدخل الجراحي، وقد يتسبب مرض السل في الإصابة بخُرَّاج المخ والذي يبدو مماثلاً تمامًا لخراجات المخ البكتيرية على صور الأشعة المقطعية، وغالبًا يكون من الضروري إجراء نزحٍ أو شفطٍ جراحيّ لتحديد المُتَفَطِّرة السُلِّيّة، ولكن بمجرد تشخيص المرض لا يتطلب الأمر إجراء أي تدخلات جراحية أخرى.

## التكهن بالمردود العلاجي للمرض
قديمًا كان هذا المرض مميتًا قبل اختراع الأشعة المقطعية، ولكن حاليًا إذا تمت معالجة الخُرَّاج قبل دخول المريض في مرحلة الغيبوبة، عندئذٍ يتراوح معدل الوفيات من 5% إلى 20% على الرغم من ارتفاع هذا المعدل في الحالات الحرجة المصابة بخراجاتٍ متعددة في المخ، عند ارتفاع الضغط داخل القحف وبالاستناد إلى مستوى الخلل الوظيفي الظاهر في الأعصاب، وتلعب كلٌ من المعالجة المبكرة وصحة المريض الكلية دورًا مؤثرًا في توقعات سير المرض، وتشمل العوامل الأخرى: مقاومة المضادات الحيوية وموقع الخُرَّاج، وتُعد معالجة الخُرَّاج المتوغل بعمقٍ داخل أنسجة المخ أكثر صعوبةً من غيره.

## وصلات خارجية
- Brain abscess في موقع إي ميديسين
- MR Diagnosis MedPix Imaging Brain Abscess